# Conus hieroglyphus
Espèce
Statut de conservation UICN

 VU D2 : Vulnérable
Conus hieroglyphus est une espèce de mollusques gastéropodes marins de la famille des Conidae.
Comme toutes les espèces du genre Conus, ces escargots sont prédateurs et venimeux. Ils sont capables de « piquer » les humains et doivent donc être manipulés avec précaution, voire pas du tout.

## Distribution
Cette espèce marine est présente au large d'Aruba, dans les Antilles néerlandaises.

### Niveau de risque d’extinction de l’espèce
Selon l'analyse de l'UICN réalisée en 2011 pour la définition du niveau de risque d'extinction, cette espèce est limitée à une seule île avec un littoral d'environ 69 km. En tant qu'espèce d'eau peu profonde, sa présence dans une zone dotée d'une importante infrastructure touristique la place dans une situation de risque particulier. Cette espèce est inscrite dans la catégorie Vulnérable sous D2.

## Taxonomie

### Publication originale
L'espèce Conus hieroglyphus a été décrite pour la première fois en 1833 par le malacologiste français Pierre-Louis Duclos (1783-1853) dans la publication intitulée « C Hieroglyphus »,.

### Synonymes
- Arubaconus hieroglyphus (Duclos, 1833) · non accepté
- Conus (Ductoconus) hieroglyphus Duclos, 1833 · appellation alternative
- Conus armillatus C. B. Adams, 1850 · non accepté
- Gladioconus hieroglyphus (Duclos, 1833) · non accepté